# Гротескна акробатика
„Гротескна акробатика“ (на английски: Grotesque Tumbling) е американски късометражен ням филм от 1895 година на режисьора и продуцент Уилям Кенеди Диксън с участието на Чарлз Гайър, заснет в лабораториите на Томас Едисън в Ню Джърси.

## В ролите
- Чарлз Гайър[2]